# Fabián Píriz
Fabián Eduardo Píriz González, noto semplicemente come Fabián Píriz (Montevideo, 25 gennaio 1998), è un calciatore uruguaiano, difensore del Colón.

## Caratteristiche tecniche
È un terzino sinistro.

## Carriera
Cresciuto nel settore giovanile del Peñarol, ha esordito in prima squadra il 25 maggio 2017 disputando l'incontro di Coppa Libertadores vinto 2-0 contro il Wilstermann.